# Gneisz

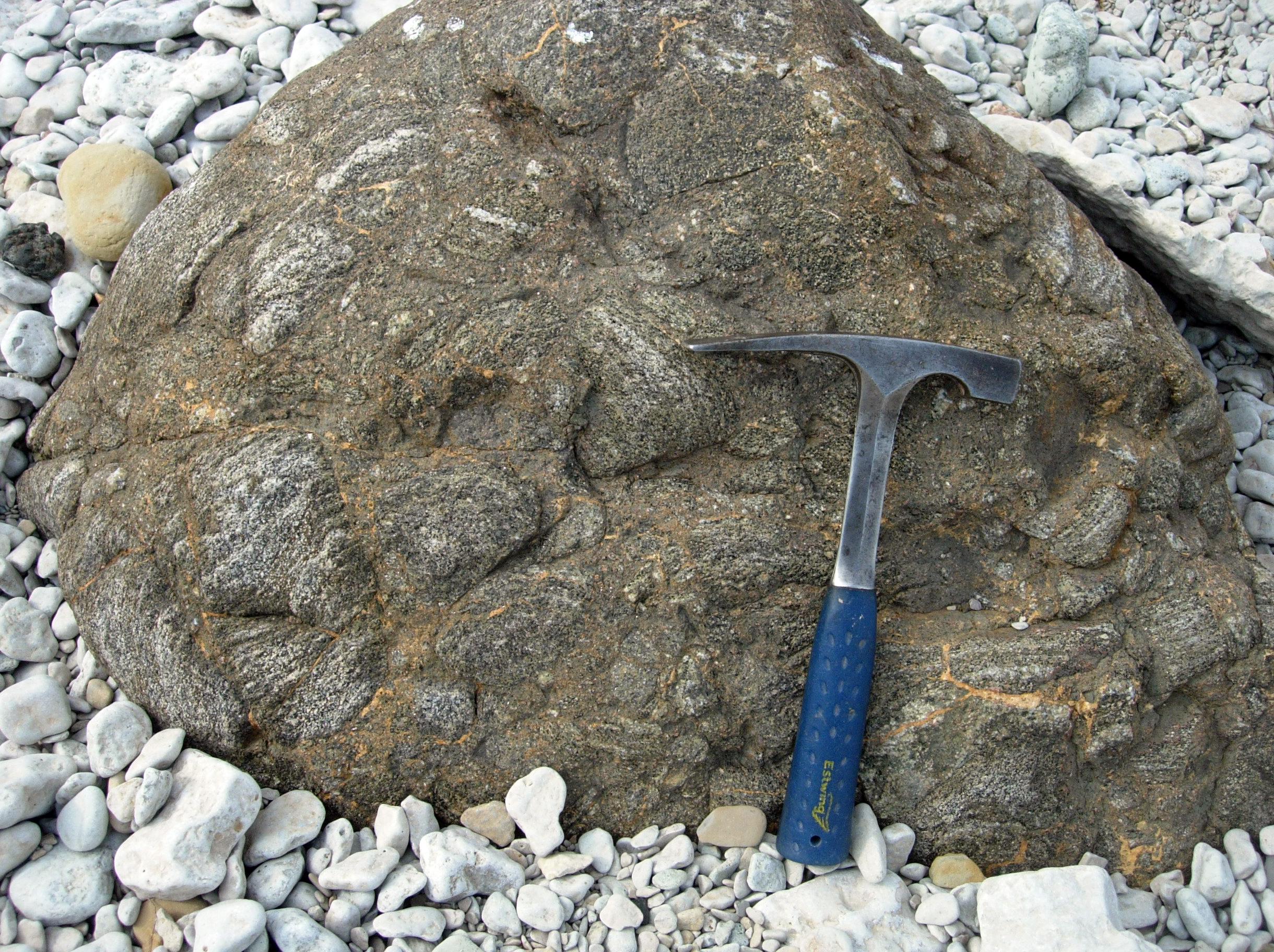

A gneisz vagy másképp gnejsz, gnájsz, metamorf kőzet, amely közepes vagy nagy fokú metamorfózison ment keresztül. Általában regionális metamorfózishoz kötődik, az epi- vagy mezometamorf zónában. A gneiszfélék gránitos (savanyú) magmából létrejövő magmás kőzetekből képződnek. A metamorfózis során elszenvedett változások miatt a kiinduló anyag sokszor nem határozható meg egyértelműen, a gránitos magma lehet intruzív vagy migmatitos eredetű is. A migmatitos gránittest lehet eleve magmás eredetű (ekkor ortogneisz), de lehet üledékes is (paragneisz).

## Gneiszes szerkezet
Kézipéldány méretben előforduló foliáció-típus, amit deformáció és átkristályosodás hoz létre.
Jellegzetességei:
1. szabálytalan vagy gyengén meghatározható rétegesség-sávosság,
2. ásványszemcsék szem alakú vagy lencsés aggregátumai,
3. a nem izometrikus ásványszemcsék csak gyengén kifejlődött palásságot határoznak meg.

Az elnevezés használható olyan kőzetek esetén is, amelyeknél inkább a lineációs szerkezet uralkodik a gneiszes szerkezettel szemben, ilyen esetben a „lineációs gneisz” elnevezést használjuk.

## Ásványos összetétele
A gneisz elnevezést csaknem mindig olyan kőzetekre alkalmazzák, amelyekben sok földpát és kvarc van. Leggyakoribb ásványos összetétele: földpát, kvarc, csillám. Kivételesen olyan esetben is használható, amikor más összetevőkből áll: például földpát- és kvarcmentes kordierit-antofillit gneisz.
Magyarországon a kristályos alaphegységi kőzetek leggyakoribb alkotója. A Soproni-hegységben felszínközeli (soproni gneisz formáció), sőt kibúvásos lelőhelyei is vannak, de mélyfúrásból az Alföldön is ismert. A Kárpátokban is gyakori. A magyarországi alaphegységi gneisz általános álláspont szerint orto eredetű, a herciniai orogénhez kapcsolódó gránitos vulkanizmus során került felszínközelbe, majd a kréta során alakult át a mezometamorf zónában. Felmerült ugyan a migmatitos eredet elmélete is, de a gneisz és a soproni csillámpala formáció határán a csillámpalában intrúziókra utaló kiékelődések vannak, ami visszaolvadó kőzetanyag esetén nem jöhetne szóba.
Példák különböző gneisz típusokra: gránát-biotit gneisz, gránát-hornblende gneisz, gránitos gneisz, ortogneisz, migmatitos gneisz, mafikus gneisz, sávos gneisz, szemes gneisz, rudas gneisz stb.